# Vilamalla
Vilamalla ist ein Ort und eine Gemeinde (municipi) mit 1.220 Einwohnern (Stand: 2024) in der Provinz Girona in der Autonomen Region Katalonien. Sie liegt in der Comarca Alt Empordà.

## Lage
Der Ort Vilamalla liegt auf einer kleinen Anhöhe über dem Südufer des Riu Fluvià in einer Höhe von etwa 65 Metern ü. d. M. etwa 33 Kilometer (Fahrtstrecke) südlich des spanisch-französischen Grenzorts Le Perthus; die Provinzhauptstadt Girona ist weitere 37 Kilometer in südwestlicher Richtung entfernt. Zur Gemeinde gehören auch das Dorf Afores  sowie zwei Neubaugebiete.

## Bevölkerungsentwicklung
| Jahr      | 1960 | 1970 | 1981 | 1990 | 2000 | 2014  |
| Einwohner | 304  | 364  | 375  | 641  | 761  | 1.103 |

Im 19. Jahrhundert hatte die Gemeinde meist deutlich über 300 Einwohner. Die Reblauskrise im Weinbau und die Mechanisierung der Landwirtschaft führten nur kurzfristig zu einem Absinken der Einwohnerzahlen; das Wiederansteigen der Bevölkerungszahlen ist auf die insgesamt positive wirtschaftliche Entwicklung in Katalonien zurückzuführen.

## Wirtschaft
Vor allem die Feldwirtschaft bildet die Erwerbsgrundlage der Einwohner. Seit den 1960er Jahren hat sich der Tourismus in Form der Vermietung von Ferienwohnungen zu einer wichtigen Einnahmequelle entwickelt. Vilamalla ist Hauptsitz von GM Food, dem größten Lebensmittelgroßhändler Spaniens.

## Geschichte
Die erste Erwähnung des Ortsnamens stammt aus dem Jahr 904; Mitte des 11. Jahrhunderts gehörte Vilamalla zum Bistum Girona. Seit dem Jahr 1242 befand sich der Ort unter der Grundherrschaft der Familie Fontcoberta, die ihrerseits die Interessen der Grafen von Empúries vertreten mussten. Seit dem Jahr 1447 durfte sich der Ort aufgrund eines königlichen Privilegs selbst verwalten, was zu Konflikten mit der lokalen Grundherrenfamilie führte.

## Sehenswürdigkeiten
- Die Pfarrkirche Sant Vicenç ist ein schmuckloser romanischer Bau des 12. oder frühen 13. Jahrhunderts. Beeindruckend ist die blockhaft wirkende Fassade mit einem ungewöhnlichen, nach oben offenen Glockengiebel (espadanya), der in seiner herben Ausdruckskraft der Kirche von Torroella de Fluvià gleicht. In den Jahren 2010 bis 2013 wurde der Kirchenbau umfassend restauriert. Das Kirchenschiff zeigt ein leicht angespitztes Tonnengewölbe.
- Das L’Batllia genannte Gebäude stammt aus dem 16./17. Jahrhundert; es integriert die Reste eines mittelalterlichen Turmes

## Söhne und Töchter der Gemeinde
- Isidro Sala Puigdevall (1940–2022), Fußballspieler und Bürgermeister der Gemeinde